# Pachycondyla lydiae
Pachycondyla lydiae är en myrart som först beskrevs av Santschi 1920.  Pachycondyla lydiae ingår i släktet Pachycondyla och familjen myror. Inga underarter finns listade i Catalogue of Life.